# Red Bull Junior Team
Le Red Bull Junior Team est une écurie-filière créée par la société Red Bull GmbH dans le but d'encadrer les jeunes pilotes le plus prometteurs de compétition automobile et les faire progresser jusqu'en Formule 1.
Ce programme a amené plusieurs jeunes pilotes en Formule 1 dont Sebastian Vettel, Daniel Ricciardo, Max Verstappen, Pierre Gasly et Carlos Sainz Jr., tous vainqueurs de Grands Prix. Deux d'entre eux ont remporté des titres de champion du monde, Sebastian Vettel (2010, 2011, 2012 et  2013) et Max Verstappen (2021, 2022, 2023 et 2024). 
Red Bull possède deux écuries de Formule 1, Red Bull Racing et Racing Bulls et nombre de pilotes du Red Bull Junior Team ont couru avec Arden International, l'équipe de Garry Horner et Christian Horner, le chef d'écurie de Red Bull Racing.

## Pilotes

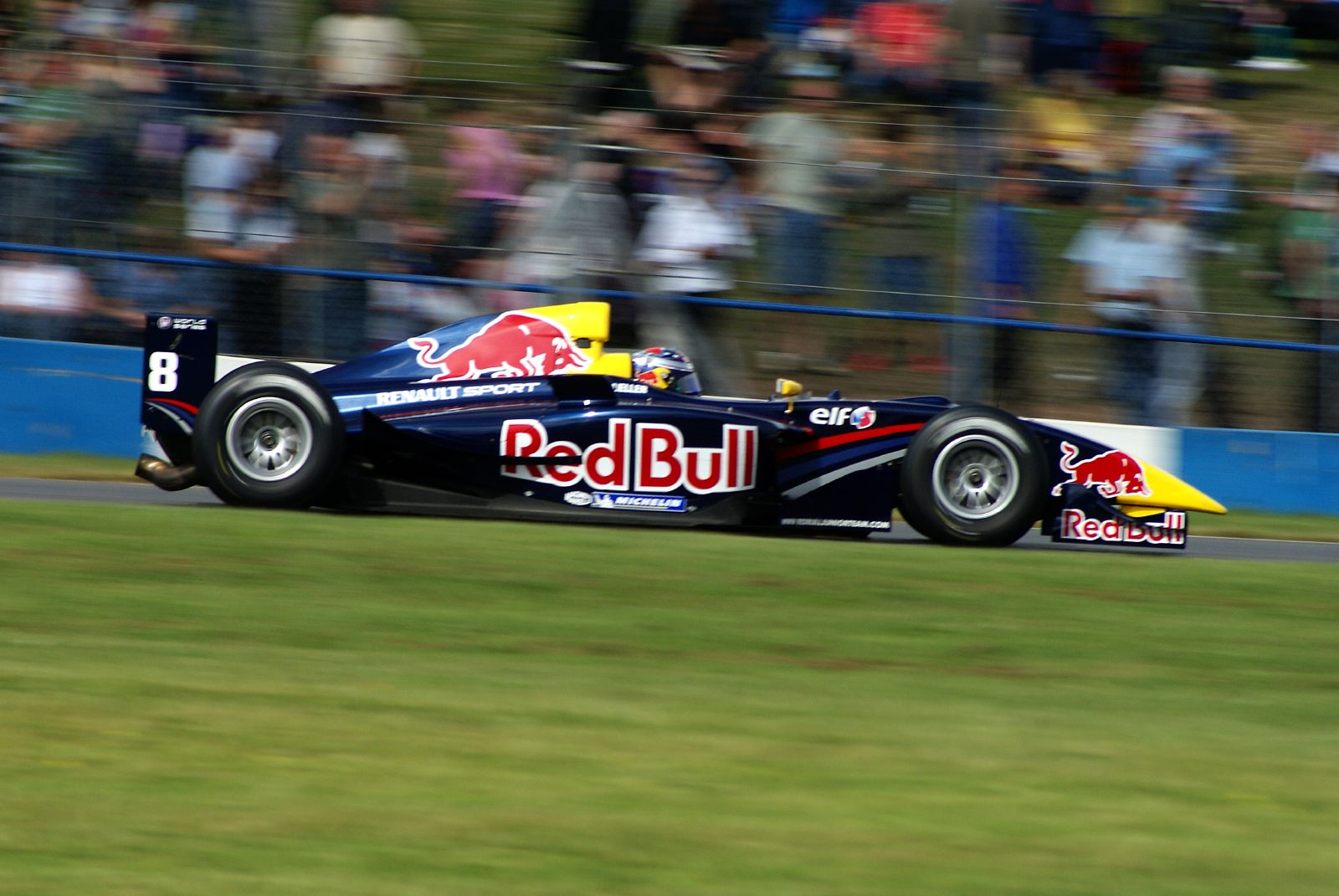
Michael Ammermuller en Formule Renault 3.5 en 2007.

Red Bull ne pouvant pas intégrer tous ces jeunes en Formule 1, en 2005, Vitantonio Liuzzi et Christian Klien alternent au poste de deuxième pilote tandis que Scott Speed doit se contenter d'un poste de pilote d'essais. Pour résoudre ce problème, Red Bull rachète la Scuderia Minardi pour promouvoir ses jeunes au sein d'une « équipe junior » rebaptisée Scuderia Toro Rosso. Liuzzi et Speed pilotent donc pour Toro Rosso en 2006 et en 2007 ; Sebastian Vettel remplace Speed aux trois quarts de la saison 2007.

Ancien logo.

Sous la pluie du Grand Prix automobile d'Italie 2008, Vettel remporte la première victoire de la Scuderia Toro Rosso ; en 2009, il est transféré au sein de Red Bull Racing.

### Pilotes actuels

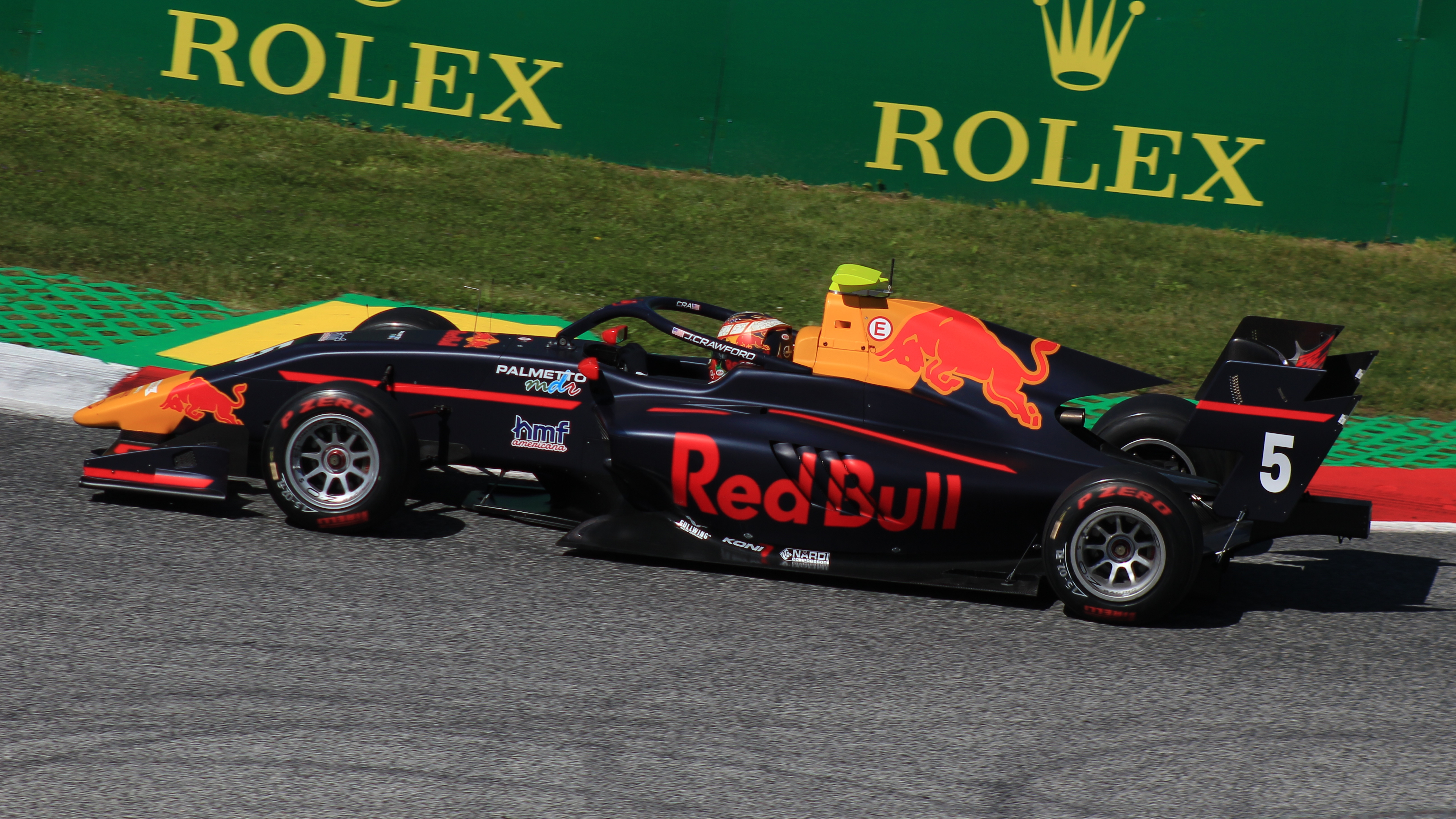
Jak Crawford en Formule 3 sur le Red Bull Ring en 2022.

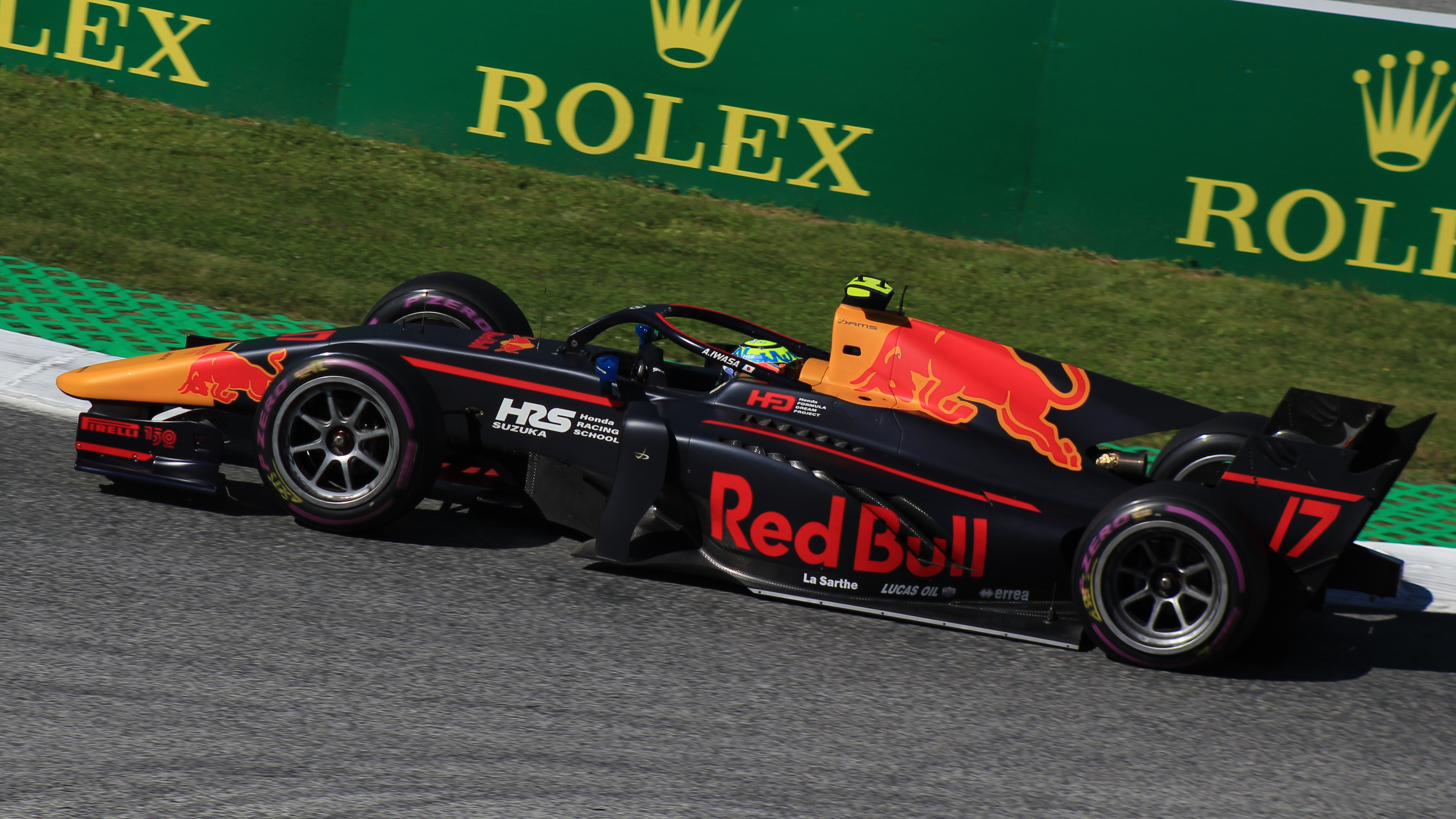
Ayumu Iwasa en Formule 2 sur le Red Bull Ring en 2022.

| Pilotes                | Années d'activité | Catégorie actuelle (en 2025) |
| ---------------------- | ----------------- | ---------------------------- |
| Arvid Lindblad         | 2021-             | Formule 2                    |
| Pepe Martí             | 2023-             | Formule 2                    |
| Tim Tramnitz           | 2023-             | Formule 3                    |
| Enzo Tarnvanichkul     | 2023-             | Eurocup-3                    |
| Oliver Goethe          | 2024-             | Formule 2                    |
| Jules Caranta          | 2025-             | Eurocup-3                    |
| Ernesto Rivera         | 2025-             | Eurocup-3                    |
| Nikola Tsolov          | 2025-             | Formule 3                    |
| Fionn McLaughlin       | 2025-             | Formule 4 britannique        |
| Christopher El-Feghali | 2025-             | Formule 4 espagnole          |
| Niklas Schauffler      | 2025-             | Formule 4 espagnole          |
| Scott Lindblom         | 2025-             | Ginetta Junior               |
| Rocco Coronel          | 2025-             | Ginetta Junior               |
| Mattia Colnaghi        | 2025-             | Eurocup-3                    |
| Chiara Bättig          | 2025-             | Karting (OK)                 |

### Anciens pilotes

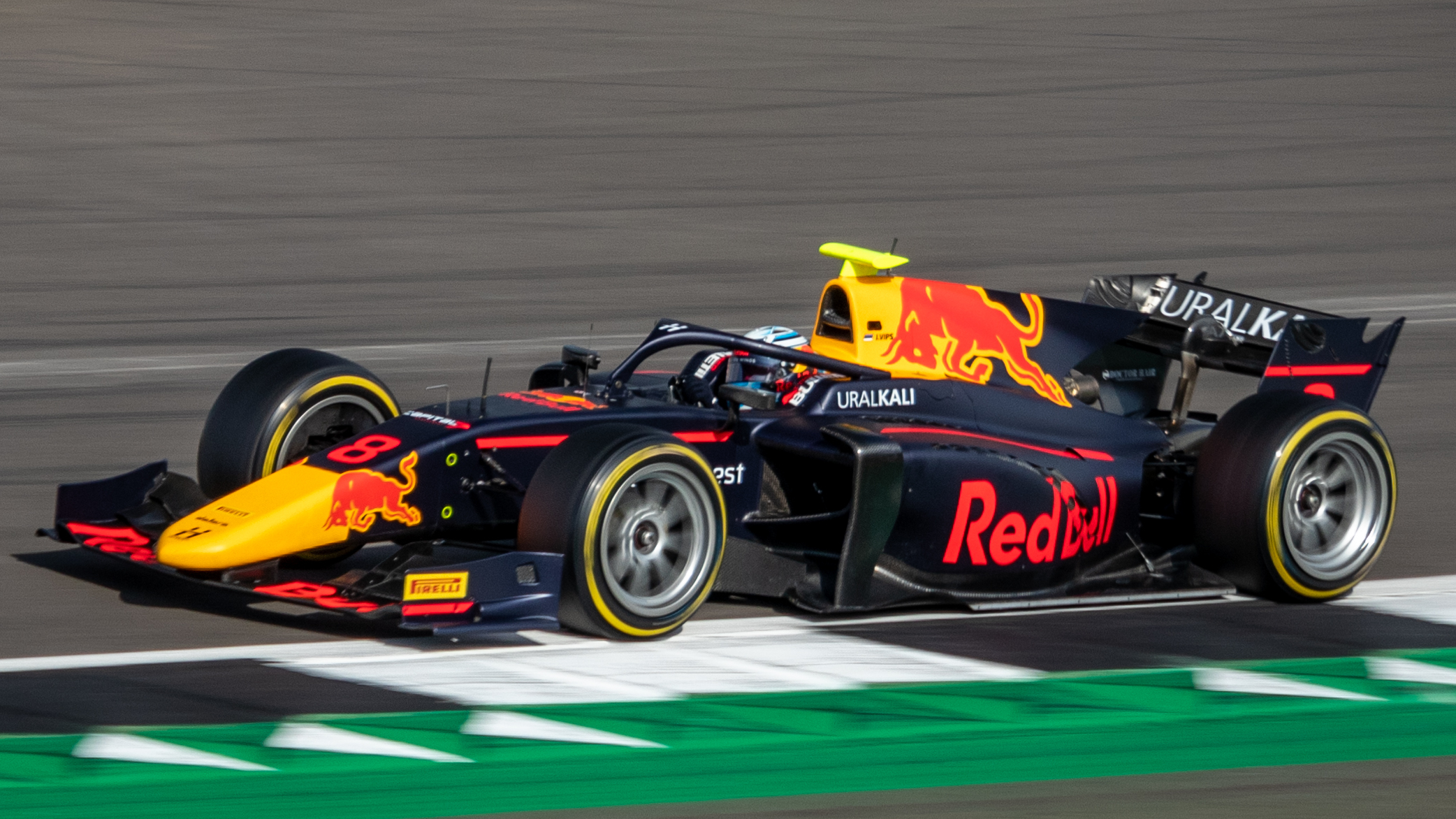
Jüri Vips à Silverstone en 2021.

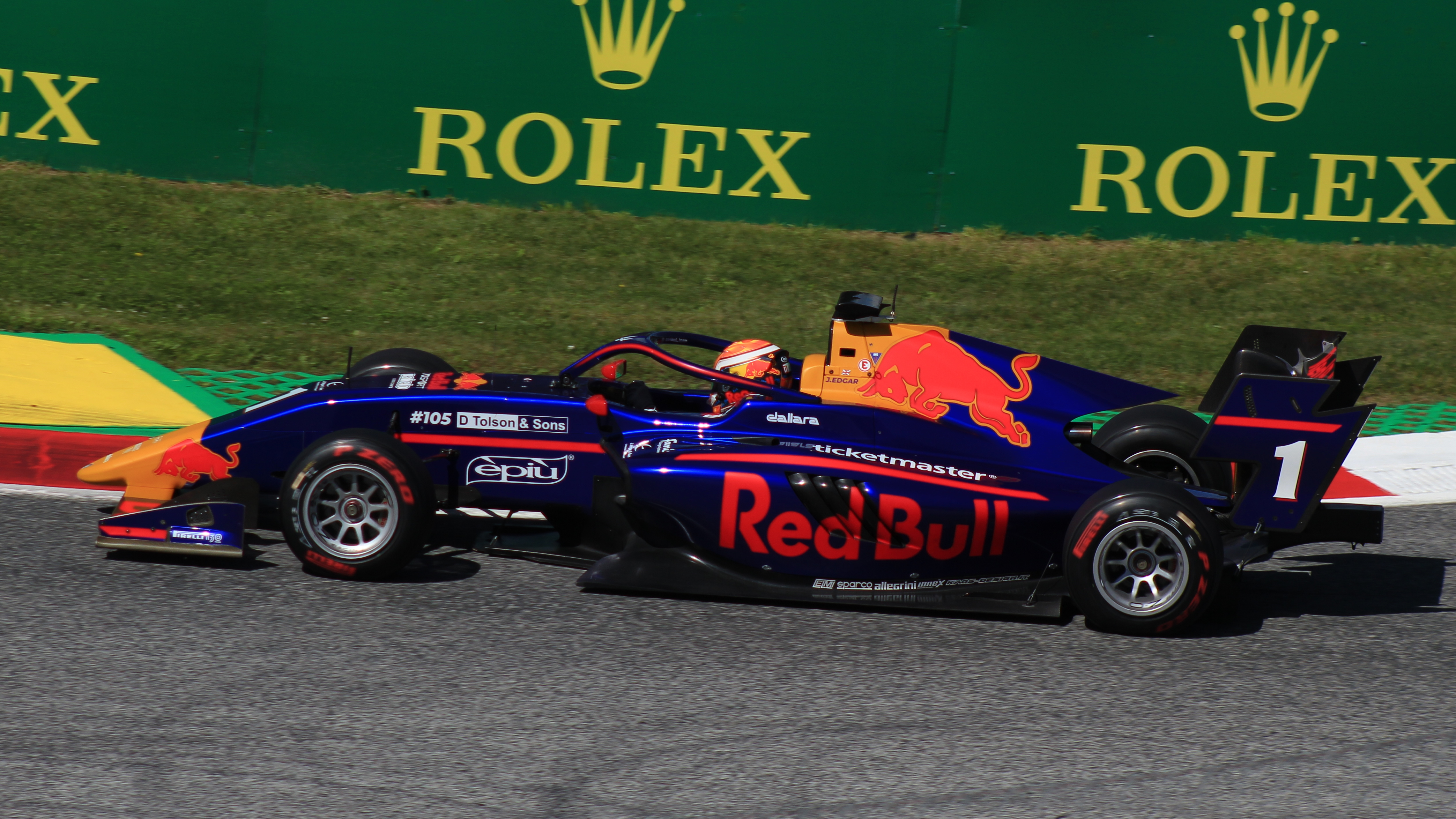
Jonny Edgar en Formule 3 sur le Red Bull Ring en 2022.

| Pilotes             | Années d'activité | Dernière catégorie       |
| ------------------- | ----------------- | ------------------------ |
| Sérgio Sette Câmara | 2016              | Super Formula            |
| Niko Kari           | 2016-2017         | GP3 Series               |
| Richard Verschoor   | 2016-2017         | Formule Renault 2.0      |
| Dan Ticktum         | 2017-2019         | Super Formula            |
| Jüri Vips           | 2018-2022         | Formule 2                |
| Jonny Edgar         | 2018-2022         | Formule 3                |
| Dennis Hauger       | 2018-2023         | Formule 2                |
| Lucas Auer          | 2019              | Super Formula            |
| Patricio O'Ward     | 2019              | Super Formula            |
| Igor Fraga          | 2020              | Formule 3                |
| Jehan Daruvala      | 2020-2022         | Formule 2                |
| Jak Crawford        | 2020-2023         | Formule 2                |
| Noel León           | 2022              | Formule Régionale Europe |
| Yuto Nomura         | 2022              | Formule 4 française      |
| Ren Sato            | 2022              | Super Formula            |
| Souta Arao          | 2022-2023         | Formule 3 britannique    |
| Zane Maloney        | 2023              | Formule 2                |
| Enzo Fittipaldi     | 2023              | Formule 2                |
| Sebastián Montoya   | 2023              | Formule 3                |
| Enzo Deligny        | 2023-2024         | Formule Régionale Europe |
| Ayumu Iwasa         | 2021-2024         | Super Formula            |
| Kacper Sztuka       | 2024              | Formule 3                |
| James Egozi         | 2024              | F4 Espagne               |

| Pilotes        | Années d'activité | Dernière catégorie      |
| -------------- | ----------------- | ----------------------- |
| Neil Verhagen  | 2017-2018         | Formule Renault 2.0     |
| Nirei Fukuzumi | 2018              | Formule 2 Super Formula |
| Jack Doohan    | 2018-2021         | Formule 3               |
| Hiroki Otsu    | 2021              | Super Formula Super GT  |

## Anciens pilotes passés en Formule 1

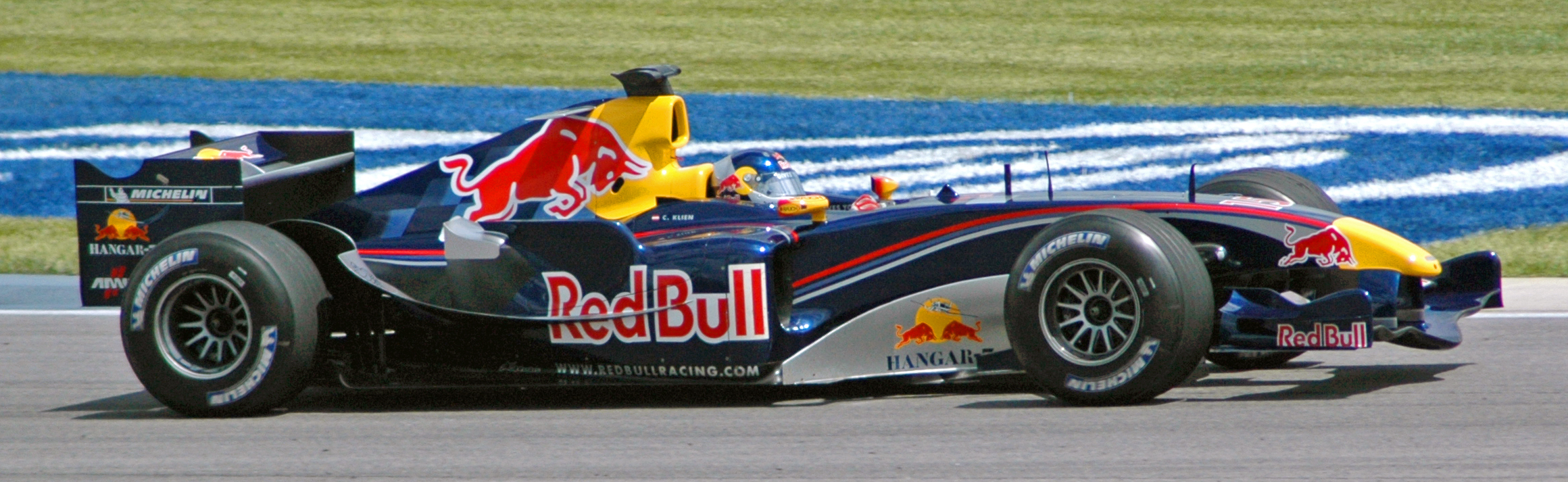
Christian Klien pilote pour Red Bull Racing au Grand Prix des États-Unis 2005.

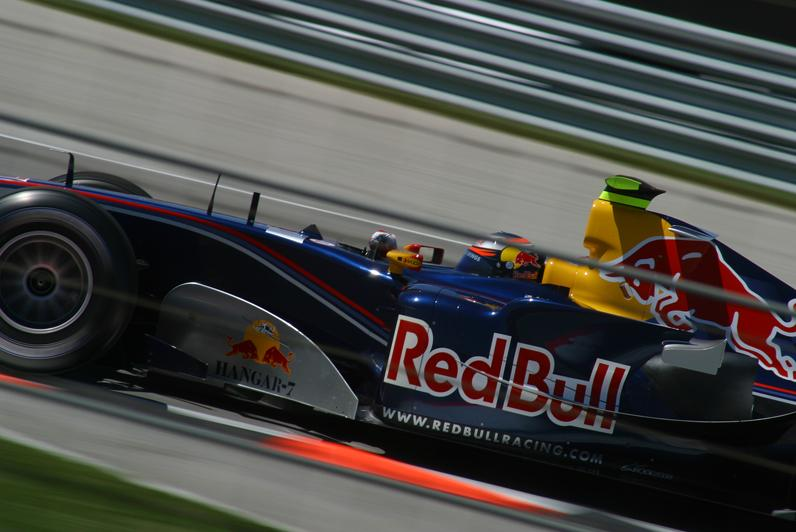
Scott Speed devient le troisième pilote de Red Bull Racing, en 2005.

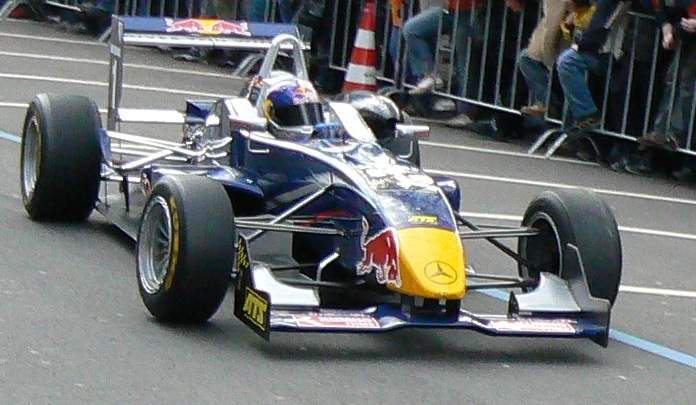
Sebastian Vettel, en 2006, sur une F3 Euroseries aux couleurs Red Bull.

| Pilotes            | Saisons              | Écuries                                                                                                 |
| ------------------ | -------------------- | --- |
| Enrique Bernoldi   | 2001–2002            | Arrows                                                                                                  |
| Christian Klien    | 2004–2006, 2010      | Jaguar Racing Red Bull Racing Hispania Racing F1 Team                                                   |
| Narain Karthikeyan | 2005, 2011–2012      | Jordan Grand Prix Hispania Racing F1 Team                                                               |
| Patrick Friesacher | 2005                 | Scuderia Minardi                                                                                        |
| Robert Doornbos    | 2005–2006            | Scuderia Minardi Red Bull Racing                                                                        |
| Vitantonio Liuzzi  | 2005–2007, 2009–2011 | Red Bull, Scuderia Toro Rosso Force India Hispania Racing F1 Team                                       |
| Scott Speed        | 2006–2007            | Scuderia Toro Rosso                                                                                     |
| Sebastian Vettel   | 2007–2022            | BMW Sauber F1 Team Scuderia Toro Rosso Red Bull Racing Scuderia Ferrari Aston Martin F1 Team            |
| Sébastien Buemi    | 2008–2011            | Scuderia Toro Rosso                                                                                     |
| Jaime Alguersuari  | 2009–2011            | Scuderia Toro Rosso                                                                                     |
| Karun Chandhok     | 2010–2011            | Hispania Racing F1 Team Team Lotus                                                                      |
| Daniel Ricciardo   | 2011–2024            | Hispania Racing F1 Team Scuderia Toro Rosso Red Bull Racing Renault F1 Team McLaren Racing Racing Bulls |
| Jean-Éric Vergne   | 2012–2014            | Scuderia Toro Rosso                                                                                     |
| Daniil Kvyat       | 2014–2017, 2019–2020 | Toro Rosso Red Bull Racing AlphaTauri                                                                   |
| Carlos Sainz Jr.   | 2015–                | Toro Rosso Renault F1 Team McLaren Racing Scuderia Ferrari Williams F1 Team                             |
| Max Verstappen     | 2015–                | Toro Rosso Red Bull Racing                                                                              |
| Felipe Nasr        | 2015–2016            | Sauber                                                                                                  |
| Pierre Gasly       | 2017–                | Toro Rosso Red Bull Racing AlphaTauri Alpine F1 Team                                                    |
| Brendon Hartley    | 2017–2018            | Toro Rosso                                                                                              |
| Alexander Albon    | 2019–2020, 2022–     | Toro Rosso Red Bull Racing Williams F1 Team                                                             |
| Yuki Tsunoda       | 2021–                | AlphaTauri Racing Bulls Red Bull Racing                                                                 |
| Liam Lawson        | 2023–                | AlphaTauri Racing Bulls Red Bull Racing                                                                 |
| Isack Hadjar       | 2025–                | Racing Bulls                                                                                            |

## Red Bull Academy Programme
En 2024, Red Bull inaugure le Red Bull Academy Program pour soutenir les femmes dans le sport automobile. Il ne s'agit cependant pas d'un programme de développement des pilotes comme le Red Bull Junior Team mais d'un financement des pilotes.
| Pilotes          | Années d'activité | Catégorie       |
| ---------------- | ----------------- | --------------- |
| Hamda Al Qubaisi | 2024              | F1 Academy 2024 |
| Amna Al Qubaisi  | 2024              | F1 Academy      |
| Emely de Heus    | 2024              | F1 Academy      |
| Chloe Chambers   | 2025-             | F1 Academy 2025 |
| Alisha Palmowski | 2025-             | F1 Academy      |
| Rafaela Ferreira | 2025-             | F1 Academy      |

## Red Bull Driver Search
Red Bull Driver Search est un programme mené de 2002 à 2005 en parallèle à la filière Red Bull Junior Team pour trouver des pilotes aux États-Unis à même de gagner en Formule 1, dans le but de créer une écurie américaine courant sous la bannière Red Bull. Scott Speed vient en Europe disputer le championnat de Grande-Bretagne de Formule 3 puis gagne les championnats allemand et européen de Formule Renault ; en 2005, il fait une saison en GP2 Series avant d'être engagé par la Scuderia Toro Rosso pour 2006 et 2007. Le programme est abandonné en octobre 2005.